# Białogłowik
Białogłowik (Colonia colonus) – gatunek średniej wielkości ptaka z rodziny tyrankowatych (Tyrannidae). Jedyny przedstawiciel rodzaju Colonia. Występuje od Hondurasu po północno-wschodnią Argentynę. Niezagrożony wyginięciem.

## Morfologia
Dla okazu należącego do kolekcji Fredericka Vavasoura McConnella wymiary są następujące: całkowita długość ciała 270 mm, dziób 8 mm (szerokość u nasady 9 mm), skrzydło 86 mm, dwie wewnętrzne sterówki 186 mm (pozostałe 56 mm), skok 14 mm. Upierzenie w większości czarne, jedynie obszar biegnący z wierzchu głowy od dzioba do karku oraz kuper białoszare. Samicę cechują znacznie krótsze sterówki.

## Zasięg występowania i podgatunki
Wyróżnia się następujące podgatunki:
- C. c. leuconota (Lafresnaye, 1842) – południowo-wschodni Honduras do zachodniej Kolumbii i zachodniego Ekwadoru
- C. c. fuscicapillus (Sclater, P.L., 1862) – centralna Kolumbia do północnego Ekwadoru i północno-wschodniego Peru
- C. c. poecilonota (Cabanis, 1849) – południowo-wschodnia Wenezuela, Gujana, Surinam i Gujana Francuska
- C. c. niveiceps Zimmer, 1930 – południowo-wschodni Ekwador, Peru i północna Boliwia
- C. c. colonus (Vieillot, 1818) – centralna i wschodnia Brazylia, wschodni Paragwaj i północno-wschodnia Argentyna

## Behawior
W trakcie wołania lub śpiewu białogłowik często kiwa ogonem. W trakcie zalotów odzywa się prrri, bi-bibi. Między sobą ptaki z pary odzywają się syczącym czip. Pożywienie stanowią bezkręgowce, głównie błonkówki (Hymenoptera) (np. pszczoły z rodzaju Trigona) oraz chrząszcze (Coleoptera). Poluje z bazą wylotową z wystającej gałęzi, czasem w parach lub grupach rodzinnych. Przebywa blisko kolonii pszczół, by mieć łatwy dostęp do pożywienia.

### Lęgi
W Ameryce Centralnej i większości zasięgu okres lęgowy trwa od marca do lipca, w Argentynie zaś w październiku i listopadzie. Gniazdo znajduje się w dziupli, 8–30 m nad ziemią. Wyściełane jest suchymi liśćmi. W lęgu 2–3 jaja, inkubacja trwa 13–14 dni. Wysiaduje jedynie samica. Młode są karmione przez oboje rodziców, nabywają pełne upierzenie w wieku 15–20 dni.

## Status
W Czerwonej księdze gatunków zagrożonych IUCN białogłowik klasyfikowany jest jako gatunek najmniejszej troski (LC, Least Concern) nieprzerwanie od 1988 roku. Liczebność populacji nie została oszacowana, ale ptak ten opisywany jest jako dość pospolity, ale rozmieszczony plamowo. Trend liczebności populacji uznawany jest za stabilny.